# Jagdgeschwader 112
La Jagdgeschwader 112 (JG 112) (112e escadron de chasseurs) est une unité de chasseurs de la Luftwaffe pendant la Seconde Guerre mondiale.
Active en mi-1944, l'unité était destinée à la formation des pilotes de chasse.

## Opérations
La JG 112 opère sur différents avions au cours de son activité :
- Arado Ar 66 et Ar 96
- Messerschmitt Bf 109

## Organisation

### I. Gruppe
Formé le 15 juillet 1944 à Landau an der Isar avec :
- Stab I./JG 112 nouvellement créé
- 1./JG 112 nouvellement créé
- 2./JG 112 nouvellement créé
- 3./JG 112 nouvellement créé

Le 15 octobre 1944, le I/JG 112 est renommé II./JG 101 avec :
- Stab I./JG 112 devient Stab II./JG 101
- 1./JG 112 devient 4./JG 101
- 2./JG 112 devient 5./JG 101
- 3./JG 112 devient 6./JG 101

Gruppenkommandeure (Commandant de groupe) :
| Début           | Fin             | Grade     | Nom                 |
| --------------- | --------------- | --------- | ------------------- |
| 15 juillet 1944 | 15 octobre 1944 | Hauptmann | Waldemar Wübke (en) |